# Roscoe Conkling
Roscoe Conkling (Albany, 1829. október 30. – Manhattan, 1888. április 18.) az Amerikai Egyesült Államok szenátora (New York, 1867–1881).

## Élete
1872-ben a (republikánus) képviselőház kilenc politikus nevét nyújtotta be vizsgálatra a (republikánus) szenátusnak a Crédit Mobilier-botrány miatt, a listán Roscoe Conkling is szerepelt.